# Pleurobema johannis
Pleurobema johannis är en musselart som först beskrevs av I. Lea 1859.  Pleurobema johannis ingår i släktet Pleurobema och familjen målarmusslor. IUCN kategoriserar arten globalt som utdöd. Inga underarter finns listade i Catalogue of Life.